# ديواين روبرتسون
ديواين روبرتسون (بالإنجليزية: Dewayne Robertson)‏ هو لاعب كرة قدم أمريكية أمريكي، ولد في 16 أكتوبر 1981 في ممفيس في الولايات المتحدة.

## وصلات خارجية
- ديواين روبرتسون على موقع مرجع كرة القدم المحترفة.كوم (الإنجليزية)